# Bozatlı (Eruh)
Bozatlı is een dorp in het Turkse district Eruh en telt 96 inwoners (2000).
Centrale districtsplaats (İlçe Merkezi): Eruh
Gemeenten (Beldeler): Geen
Dorpen (Köyler):
Akdiken · Akmeşe · Bağgöze Buc.Mer. · Ballıkavak · Bayıryüzü · Bayramlı · Bilgili · Bingöl · Bölüklü · Bozatlı · Bozkuş · Budamış · Çeltiksuyu · Çetinkol · Çimencik · Cintepe · Çırpılı · Çizmeli · Dadaklı · Dağdöşü · Dalkorur · Demiremek · Dikboğaz · Dönerdöver · Düdiran (Göçebe) · Ekinyolu · Erenkaya · Garisan-I Amo Şahin (Göçebe) · Garisani Habeş · Gedikaşar · Gelenkardeş · Gölgelikonak · Gönülaldı · Görendoruk · Gülburnu · Karadayilar · Kaşıkyayla · Kavakgölü · Kavaközü · Kekliktepe · Kemerli · Kılıçkaya · Körüklükaya · Kuşdalı · Narlıdere · Ormanardı · Ortaklı · Oymakılıç · Özlüpelit · Payamlı · Salkımbağlar · Savaşköy · Soran (Göçebe) · Tünekpınar · Üzümlük · Ufaca · Yanılmaz · Yediyaprak · Yelkesen · Yerliçoban · Yeşilören · Yokuşlu